# Chrysobothris carinipennis
Chrysobothris carinipennis är en skalbaggsart som beskrevs av Leconte 1878. Chrysobothris carinipennis ingår i släktet Chrysobothris och familjen praktbaggar. Inga underarter finns listade i Catalogue of Life.